# Dinamo
 Ovo je glavno značenje pojma Dinamo. Za druga značenja pogledajte Dinamo (razdvojba).
Dinamo je naziv za neke izvedbe električnih generatora - električnih strojeva koji mehaničku energiju pretvaraju u električnu energiju.
Npr. dinamo na biciklu je generator izmjenične struje s permanentnim magnetom, dok dinamo iz starijih automobila pomoću komutatora proizvodi istosmjernu struju.